# サニケリエ
サニケリエ（英語: Sanniquellie）はリベリアの都市である。ニンバ郡の中心地（郡都）である。

## 交通

### 道路
イェケパ（リベリア北部のギニア国境近く）～サニケリエ～ガンタ～バルンガ～カカタ～モンロビアを結ぶ道路沿いの主要な都市である。